# Alejandro Balde
Alejandro Balde Martínez (ur. 18 października 2003 w Barcelonie) – hiszpański piłkarz pochodzenia  dominikańsko-gwinejskiego, występujący na pozycji obrońcy w hiszpańskim klubie FC Barcelona oraz w reprezentacji Hiszpanii. Uczestnik Mistrzostw Świata 2022.

## Kariera klubowa

### Początki
Karierę piłkarską rozpoczął w Sant Gabriel. Po grze w RCD Espanyol przeniósł się do FC Barcelony, gdzie zaczął treningi w 2011. 22 listopada 2020 w przegranym 2:0 meczu Segunda División B z CE L’Hospitalet rozegrał pierwszy mecz w karierze seniorskiej. W czerwcu 2021 podpisał z klubem kontrakt ważny do 2024, zawierający klauzulę odstępnego wynoszącą 500 mln euro.

### FC Barcelona
Przed sezonem 2021/2022 został włączony do pierwszego składu FC Barcelony jako zmiennik Jordiego Alby. 14 września 2021 w meczu Ligi Mistrzów UEFA z Bayernem Monachium (0:3) zadebiutował w pierwszej drużynie FC Barcelony, wchodząc na boisko w 64. minucie za Jordiego Albę. Ligowy debiut zanotował 20 września w spotkaniu przeciwko Granada CF (1:1).
15 stycznia 2023 wystąpił w wygranym 3:1 meczu finału Superpucharu Hiszpanii z Realem Madryt, zdobywając swoje pierwsze trofeum w karierze seniorskiej.
20 września przedłużył umowę z FC Barceloną do 30 czerwca 2028. 

## Kariera reprezentacyjna
Na dwa dni przed rozpoczęciem Mistrzostw Świata 2022, Balde dostał powołanie z powodu kontuzji José Gayi. Debiut w seniorskiej reprezentacji Hiszpanii zanotował 23 listopada 2022 przeciwko reprezentacji Kostaryki w pierwszym meczu fazy grupowej grupy E Mistrzostw Świata 2022 wygranym przez Hiszpanię 7:0. 

## Statystyki

### Klubowe
(aktualne na 25 maja 2025)
| Klub               | Sezon              | Liga               | Liga  | Liga   | Puchar Króla | Puchar Króla | Europa | Europa | Inne  | Inne   | Suma  | Suma   |
| Klub               | Sezon              | Liga               | Mecze | Bramki | Mecze        | Bramki       | Mecze  | Bramki | Mecze | Bramki | Mecze | Bramki |
| ------------------ | ------------------ | ------------------ | ----- | ------ | ------------ | ------------ | ------ | ------ | ----- | ------ | ----- | ------ |
| FC Barcelona B     | 2020/2021          | Segunda Federación | 15    | 0      | 0            | 0            | –      | –      | 1     | 0      | 16    | 0      |
| FC Barcelona B     | 2021/2022          | Primera Federación | 14    | 0      | 0            | 0            | –      | –      | 0     | 0      | 14    | 0      |
| FC Barcelona B     | Ogólnie            | Ogólnie            | 29    | 0      | 0            | 0            | 0      | 0      | 1     | 0      | 30    | 0      |
| FC Barcelona       | 2021/2022          | Primera División   | 5     | 0      | 0            | 0            | 2      | 0      | 0     | 0      | 7     | 0      |
| FC Barcelona       | 2022/2023          | Primera División   | 33    | 1      | 4            | 0            | 6      | 0      | 1     | 0      | 44    | 1      |
| FC Barcelona       | 2023/2024          | Primera División   | 18    | 0      | 2            | 1            | 6      | 0      | 2     | 0      | 28    | 1      |
| FC Barcelona       | 2024/2025          | Primera División   | 32    | 0      | 3            | 0            | 10     | 0      | 2     | 1      | 47    | 1      |
| FC Barcelona       | Ogólnie            | Ogólnie            | 88    | 1      | 9            | 1            | 24     | 0      | 5     | 1      | 126   | 3      |
| Ogólnie w karierze | Ogólnie w karierze | Ogólnie w karierze | 117   | 1      | 9            | 1            | 24     | 0      | 6     | 1      | 156   | 3      |

### Reprezentacyjne
(aktualne na 12 października 2023)
| Reprezentacja | Rok     | Mecze | Bramki |
| ------------- | ------- | ----- | ------ |
| Hiszpania     | 2022    | 4     | 0      |
| Hiszpania     | 2023    | 3     | 0      |
| Łącznie       | Łącznie | 7     | 0      |

## Sukcesy

### FC Barcelona
- Mistrzostwo Hiszpanii: 2022/2023, 2024/2025
- Superpuchar Hiszpanii: 2022/2023, 2024/2025
- Puchar Króla: 2024/2025

### Wyróżnienia
- Drużyna sezonu Primera División: 2022/2023[7]